# Złota Skała (pagoda)
Złota Skała (birm. ကျိုက်ထီးရိုး ဘုရား /tɕaiʔtʰíjó pʰəjá/; mon ကျာ်သိယဵု /tɕaiʔ sɔeʔ jɜ̀/; znana również jako pagoda Kyaiktiyo) — pagoda w stanie Mon, w Mjanmie (Birmie); jedno z trzech najważniejszych (obok Pagody Szwedagon w Rangunie i Świątyni Buddy Mahamuni w Mandalaj) miejsc pielgrzymek birmańskich buddystów. 
Ma 7,3 m wysokości i wznosi się na szczycie granitowego głazu, który jest pokryty płatkami złota.

## Etymologia
W języku mon słowo ကျာ် znaczy pagoda, a słowo ယဵု oznacza nosić na głowie pustelnika. Słowo ဣသိ (w języku mon, pochodzi ze słowa ရိသိ z języka pali) oznacza pustelnik. Kyaik-htiyo oznacza pagoda na głowie pustelnika.

## Geografia
Złota Skała położona jest niedaleko miasta Kyaikto w stanie Mon, w północnej części prowincji Taninthayi, około 60 km na wschód od Pegu. Znajduje się na górze Kyakhtiyo, jednym z wierzchołków grzbietu Paung-laung wchodzącego w skład gór Kelasa. Grzbiet ten zbudowany jest z porośniętych dżunglą granitowych skał .
Najbliższą miejscowością jest położona u stóp góry Kyaiktiyo wieś Kinpun. Szczyt góry znajduje się na wysokości 1100 metrów nad poziomem morza. Z Kinpun prowadzą na szczyt dwie trasy: tradycyjna droga pieszych pielgrzymów licząca około 11 km oraz nowa, jednopasmowa utwardzona droga umożliwiająca ruch niewielkich ciężarówek. Pielgrzymi i turyści dowożeni są jedynie do znajdującego się na przełęczy u stóp góry terminala autobusowego. Dalsza, około godzinna wspinaczka odbywa się pieszo lub w wynajętych lektykach.

## Legenda

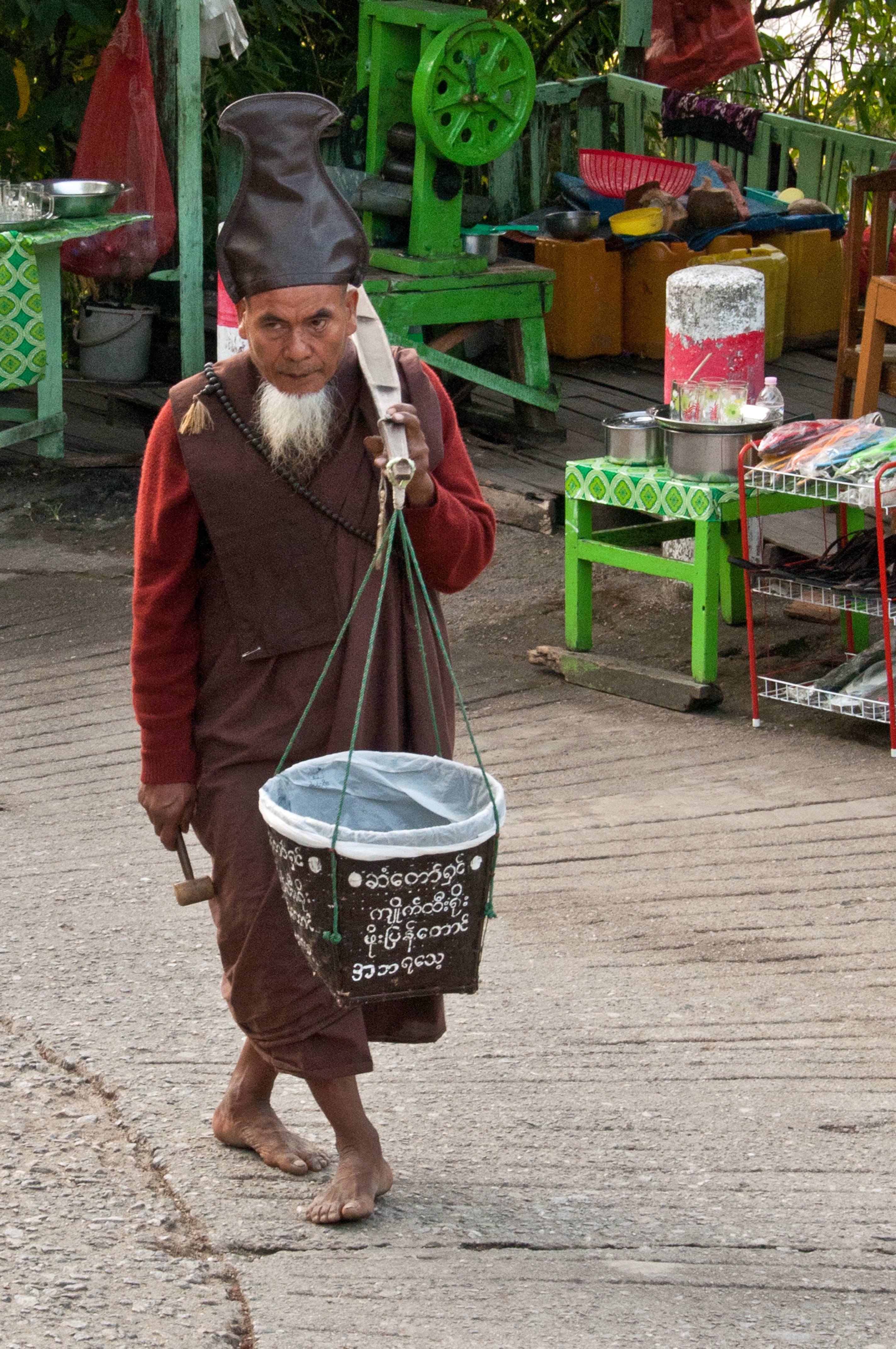
Pustelnik z góry Kyaiktiyo w drodze na szczyt. Pod charakterystyczną wysoką czapką jego protoplasta, Tissa, miał ukrywać relikwie włosów Buddy.

Standardowa wersja legendy, jaka zaczęła krystalizować się na przełomie XIX i XX w., opublikowana została w 1997 r. przez zarządców pagody. Według niej Budda miał odwiedzić króla Thatôn i przy tej okazji podarować po dwa swoje włosy obecnym tam trzem eremitom mieszkających na trzech różnych szczytach pobliskich gór. Pustelnicy ci, to najstarszy z nich Tissa, mieszkający na Kyaiktiyo, jego brat Siha, zamieszkujący górę Zingyaik oraz Tila, z góry Kelasa. Tissa ukrył otrzymane relikwie w węźle swoich włosów, pod wysoką czapką; Siha umieścił jeden z włosów w stupie na górze Zingyaik, a drugi na górze Zwegabin, na południowy wschód od Ba-an; Tila umieścił jeden z włosów w stupie na górze Kelasa, a drugi zatrzymał przy sobie - po jego śmierci włos ten przejął Tissa. 
Gdy życie Tissy dobiegało kresu, jego przybrany syn, król Thatôn, wraz z królem natów Thagyaminem przekonywali go, aby oddał trzy posiadane włosy, by mogły zostać umieszczone w pagodzie i stać się dostępnym dla wszystkich obiektem czci. Pustelnik zgodził się, ale zażądał od Thagyamina by ten umieścił relikwie w kamiennym relikwiarzu mającym kształt głowy eremity. Król natów spełnił to żądanie ściągając na szczyt góry odpowiednio ukształtowany granitowy głaz i drążąc w nim za pomocą swojego magicznego sztyletu schowek na trzy święte włosy. Wówczas Tissa umarł z oczami zwróconymi na Złotą Skałę. 
Istnieje wiele odmian tej legendy różniących się, jeśli chodzi o liczbę pustelników i ich imiona, nazwy miejscowości i gór, pokrewieństwo i rolę wymienianych w nich osób, liczbę świętych włosów i.t.d.. Pochodząca z XV w. najwcześniejsza, źródłowa legenda nie wymienia żadnych imion eremitów ani nie wspomina o Kyakhtiyo. W niektórych z tych opowieści znajdują odbicie etniczne i religijne napięcia między Birmańczykami, a Karenami. 
Wielu wiernych pielgrzymujących do Złotej Skały jest przekonanych, że skała nie spoczywa na szczycie góry, ale nieznacznie się nad nim unosi. Ma to rzekomo pozwalać na swobodne przeciągnięcie włosa pomiędzy skałą a górą. Według innych legend, skała była zawieszona w powietrzu aż do bliskich współczesności czasów upadku obyczajów i moralności, kiedy to opadła. Ma też ona być utrzymywana na krawędzi skały przez jeden z przechowywanych w niej włosów.

## Historia
Najstarsze zapisy historyczne dotyczące Złotej Skały znalazły się w spisanej przez U Kalę około roku 1724 kronice Maha Yazawin. Najwcześniejsza wymieniona w niej data związana z pagodą, to rok 1555, kiedy otrzymała ona donację. Wśród wzmianek dotyczących króla Pye Mina (pan. 1661-1672) jedna wspomina, iż podarował on Złotej Skale iglicę (makuta). Wynika z tego, że w tym okresie na szczycie skały musiała już znajdować się jakaś budowla. Do popularyzacji Złotej Skały jako miejsca kultu przyczynił się żyjący na tej górze w latach 20. XIX w. mnich Thwarn-phyu Sayadaw. Miał on m.in. odkryć na pobliskiej stromej górze miejsce spoczynku dwóch znaczących dla kultury birmańskiej buddyjskich misjonarzy Sony i Uttary. Dalszy wzrost znaczenia Złotej Skały można zaobserwować w latach 70. i 80. XIX w. czego wyrazem jest pojawienie się przedstawienia pagody na jednym z fresków Świątyni Mahamuni w odległym Mandalaj. Z lat 90. pochodzą pierwsze fotografie. Połączenie w roku 1886 Górnej i Dolnej Birmy w jedną brytyjską kolonię oraz wybudowanie w roku 1907 linii kolejowej Pegu-Martaban (ze stacją w Kyaikto) ułatwiło napływ pielgrzymów i spowodowało tym samym dalszy wzrost znaczenia Złotej Skały.

## Budowa

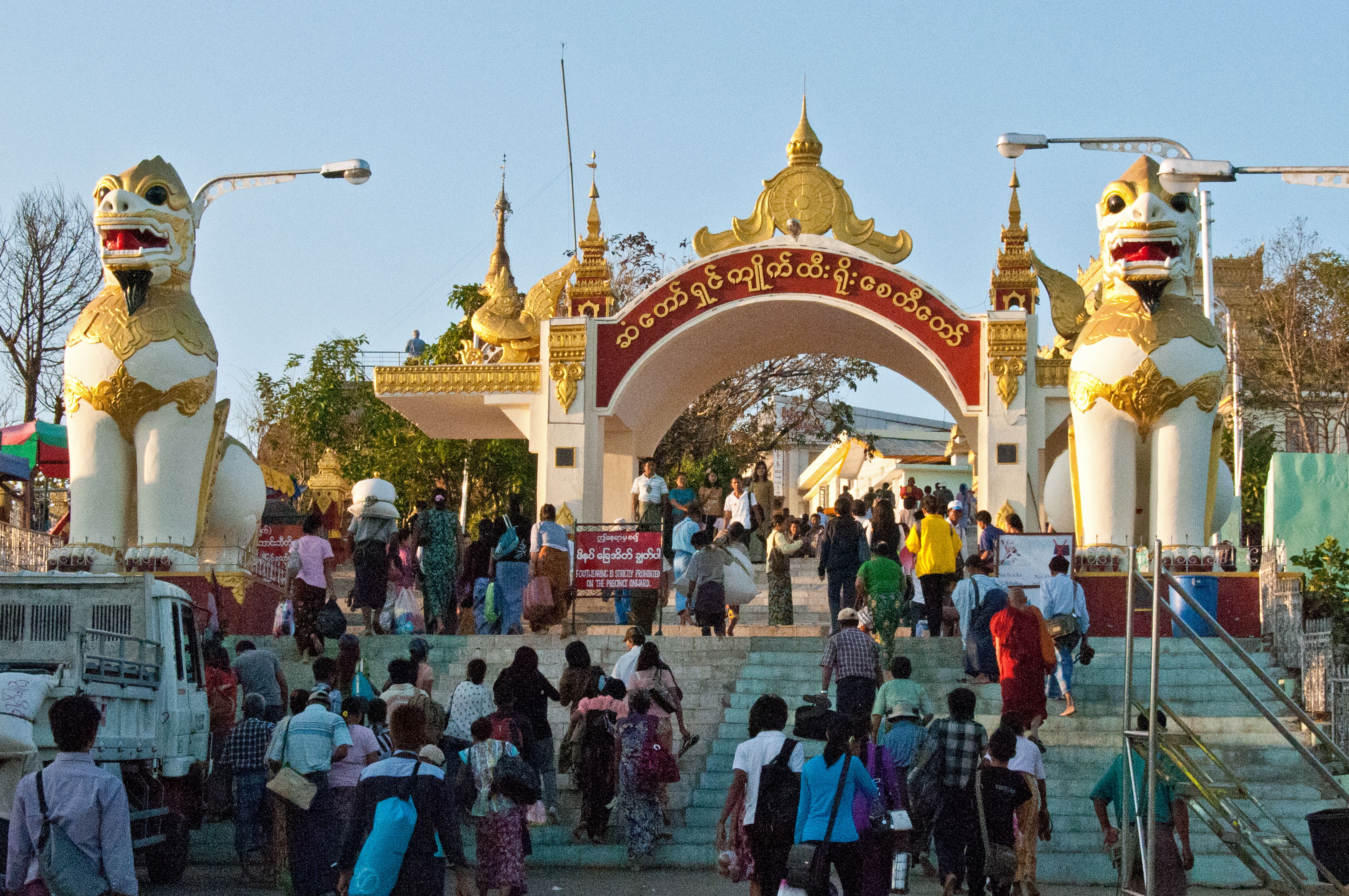
Wejście na teren kompleksu pagody Kyaiktiyo.

Granitowy głaz, na którym wznosi się pagoda ma 8,15 m wysokości, a jego obwód wynosi 25,6 m. Szacunkowy ciężar głazu to około 600 ton . Pokryty jest on płatkami złota naklejanymi przez pielgrzymów w charakterze dobrego uczynku. Wstęp na platformę z głazem mają wyłącznie mężczyźni i tylko oni naklejają złote listki. Pielgrzymujące kobiety muszą prosić o przysługę męskich członków rodziny lub dyżurujących przy głazie wolontariuszy. Głaz spoczywa na płaskiej, lekko pochyłej, powierzchni większej granitowej skały. Powierzchnia styku między kamieniem a dźwigającą go platformą jest bardzo mała. Na szczycie głazu wzniesiono kamienną stupę wys. ok. 7,3 m. Także ona została pozłocona. Poniżej i wokół kamienia ze stupą znajdują się tarasy, na których przebywają pielgrzymi. Oprócz tarasów w skład kompleksu świątynnego wchodzi klasztor, dormitoria dla pielgrzymów oraz kaplice poświęcone natom. Wejście na teren kompleksu stanowi brama w kształcie łuku ze strzegącymi jej posągami lwów (chinthe).

## Pielgrzymki
Od ponad wieku Złota Skała jest celem pielgrzymek buddystów z całej Mjanmy. Okres pielgrzymkowy przypada na miesiące od października do marca, z kulminacją w dniu Pełni Księżyca miesiąca Tabaung (przypadającym na marzec). 

## Galeria obrazów

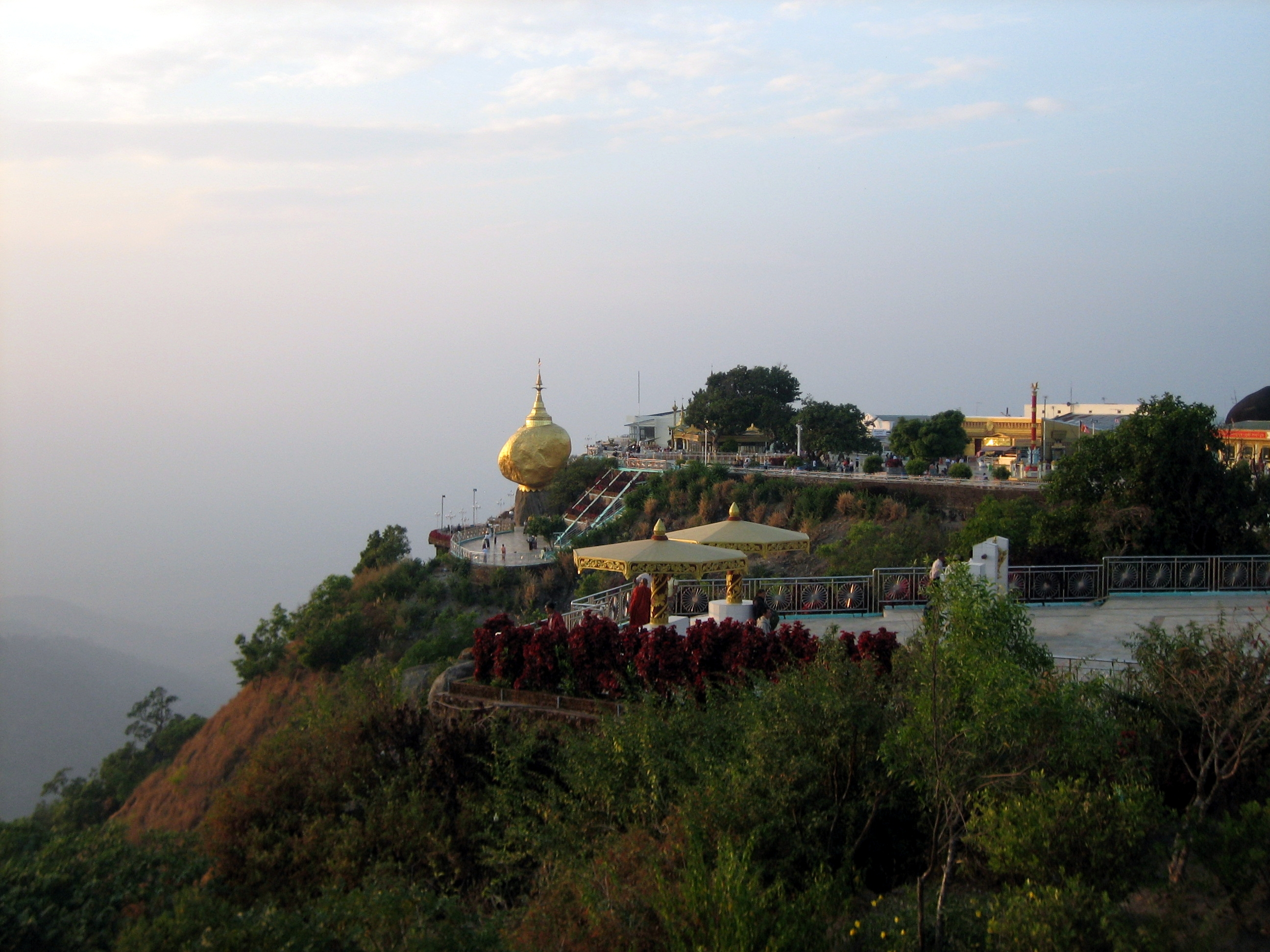
Widok na pagodę podczas zachodu Słońca
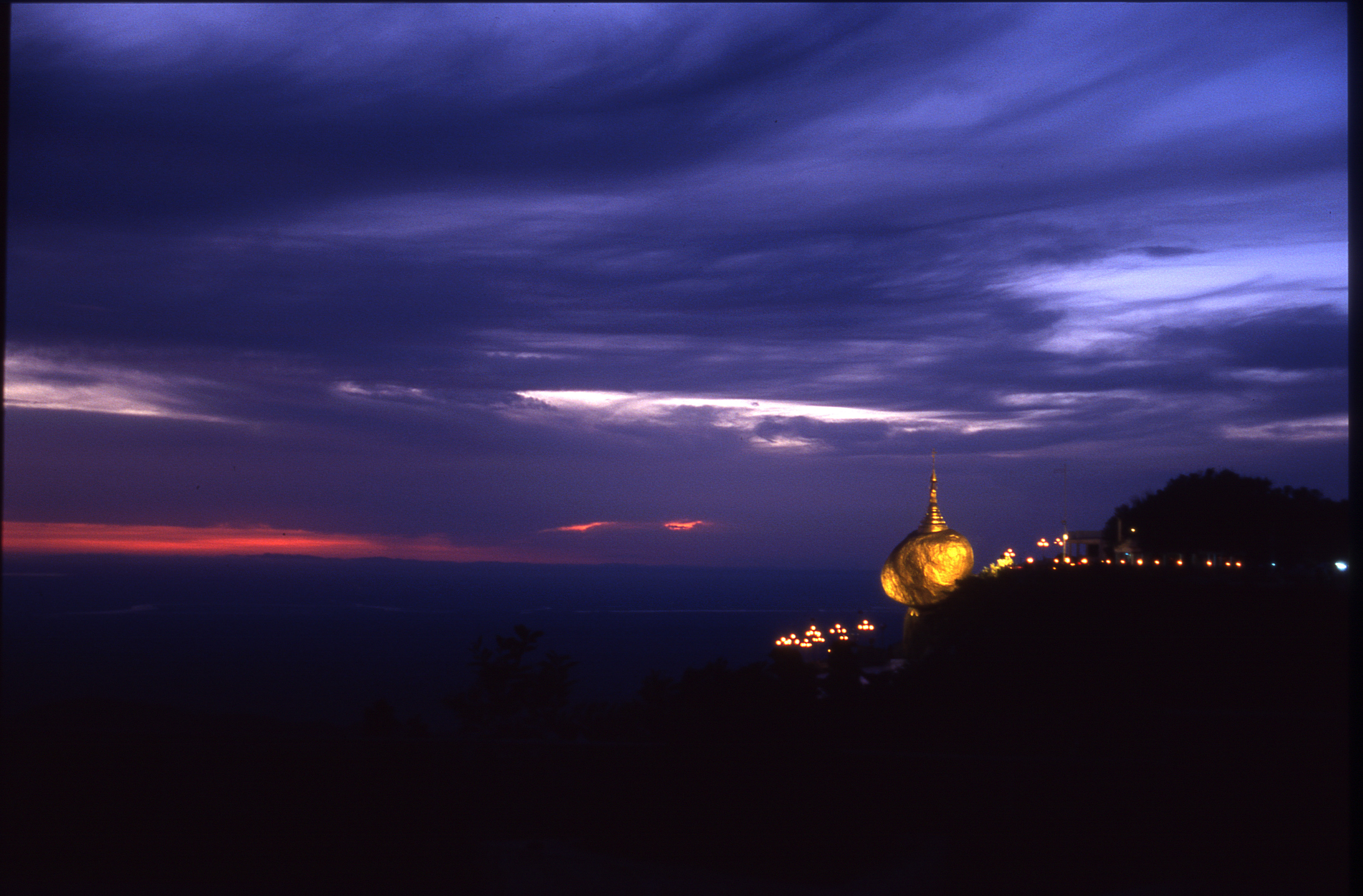
Widok na pagodę w nocy
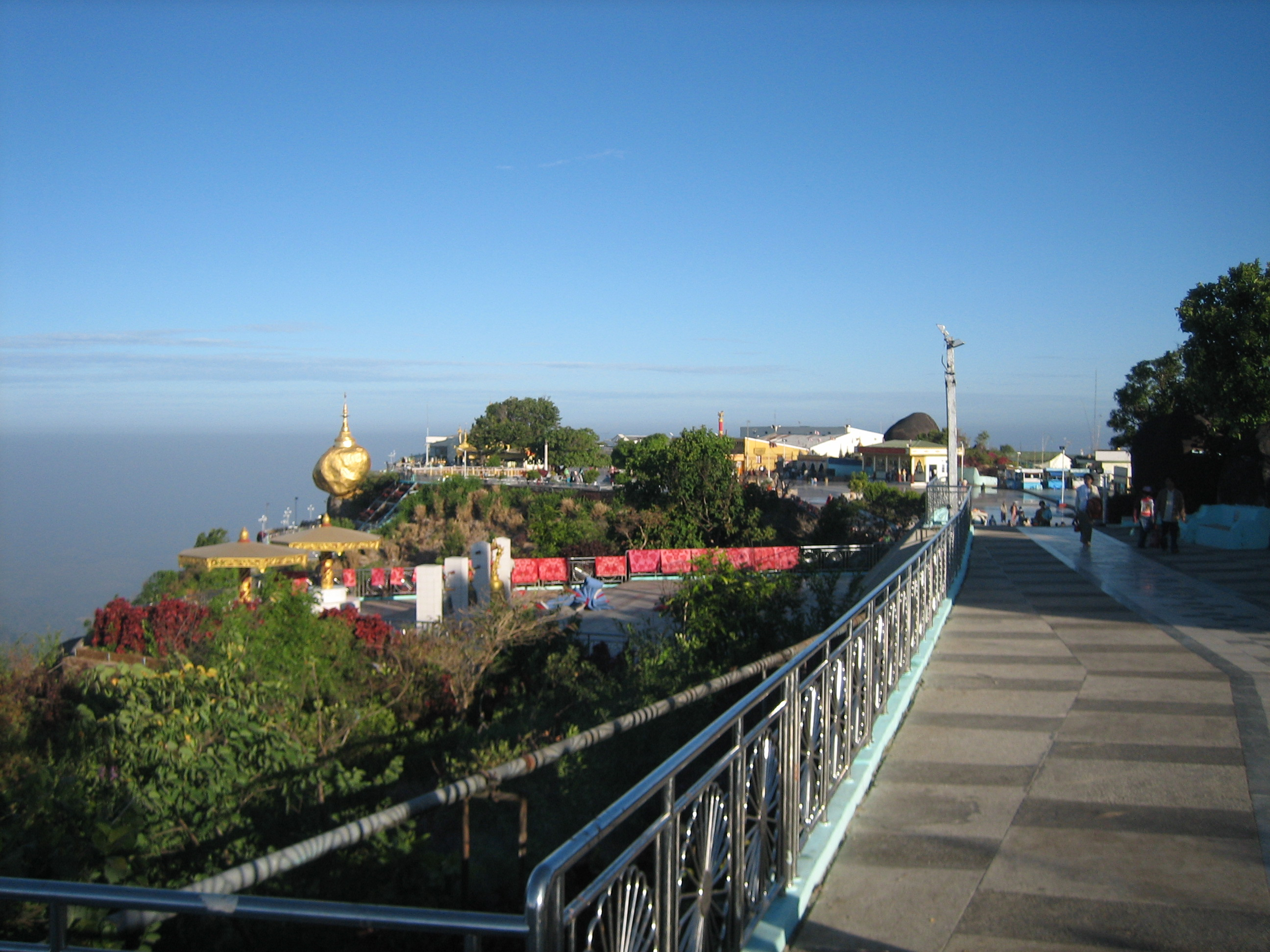
Pagoda i okolica nad ranem
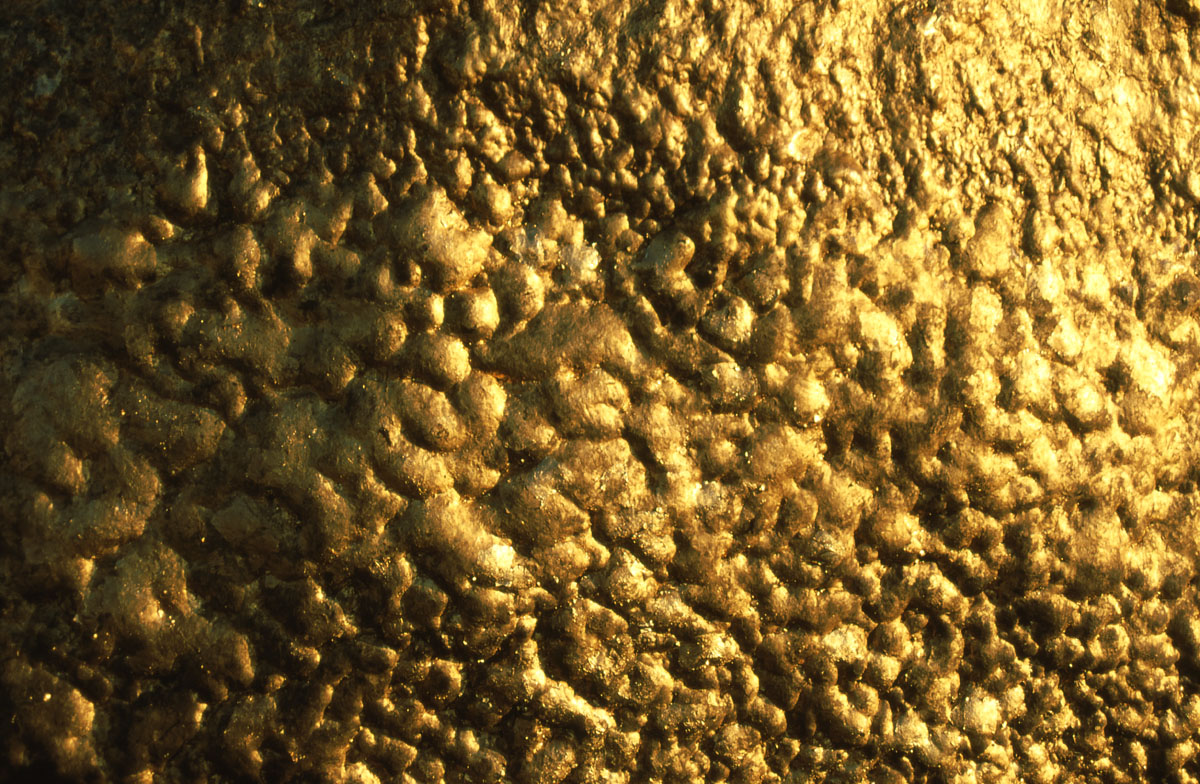
Listki złota pokrywające skałę